# Salmeroncillos
Salmeroncillos è un comune spagnolo di 115 abitanti situato nella comunità autonoma di Castiglia-La Mancia.
Il comune è formato da due nuclei abitativi: Salmeroncillos de Abajo, il capoluogo, e Salmeroncillos de Arriba.